# ببتيد إشعاري
الببتيد الإشعاري (بالإنجليزية: Signal peptide)‏ ويسمى كذلك (تسلسل إشارة، إشارة التوجيه، إشارة التوضع، تسلسل التوضع، ببتيد العبور، تسلسل قيادي أو ببتيد قيادي) هو ببتيد قصير طوله عادة بين 16-30 حمضا أمينيا،  يتواجد في النهاية الأمينية لأغلب البروتينات المخلقة حديثا والتي تكون وجهتها نحو المسار الإفرازي. تشمل هذه البروتيناتُ البروتيناتِ التي ستقيم داخل بعض العضيات (الشبكة الإندوبلازمية، جهاز غولجي والدخلول) والبروتينات التي تفرزها الخلية أو البروتينات المدمجة في معظم الأغشية الخلوية. رغم أن معظم البروتينات الغشائية من الصنف I لديها ببتيدات إشعارية، فإن معظم البروتينات من الصنف II والبروتينات عبر الغشائية متعددة النطاقات يتم توجيهها إلى المسار الإفرازي بواسطة نطاقها عبر الغشائي الأول، وهو ما يماثل بيوكيميائيا ببتيدا إشعاريا، باستنثاء أن هذا النطاق لا يتم قصه.

## بنية الببتيد الإشعاري
يتكون مركز الببتيد الإشعاري من سلسلة طويلة من الأحماض الأمينية الكارهة للماء (بطول نحو 5- 16 من البقايا) التي تميل لتكوين حلزون ألفا مفرد، ويشار إليه أيضًا باسم المنطقة هـ. بالإضافة إلى ذلك، تبدأ العديد من الببتيدات الإشعارية بسلسلة قصيرة موجبة الشحنة من الأحماض الأمينية، ما قد يساعد في فرض الطوبولوجيا المناسبة لعديدات الببتيد أثناء الانتقال من خلال ما يعرف بقاعدة الداخل موجب الشحنة، وبسبب موقعها القريب من النهاية الأمينية (الطرف N)، أطلق عليها اسم المنطقة ن. تحمل نهاية الببتيد الإشعاري عادةً سلسلة من الأحماض الأمينية يستطيع الببتيداز الإشعاري أن يتعرف عليها ويشطرها، ولهذا سميت بمنطقة الانشطار. ومع ذلك، لا توجد هذه المنطقة ضمن المجالات الغشائية التي تعمل كببتيدات إشعارية، ويشار إليها أحيانًا باسم تسلسل الإرساء. قد يبدأ الببتيداز الإشعاري الشطر أثناء عملية الانتقال أو بعد انتهائها ليعطي ببتيد إشعاري حر وبروتين ناضج. بعد ذلك، تهضم الببتيدات الإشعارية الحرة بواسطة أنزيمات بروتينية حالّة محددة. إضافةً لذلك، تستهدف أنواع مختلفة من الببتيدات الإشعارية مواقع مختلفة. على سبيل المثال، يختلف الببتيد الذي يستهدف المتقدرات من ناحية الطول، ويتكون من قطع صغيرة متناوبة موجبة الشحنة وكارهة للماء. توجد الببتيدات الإشعارية التي تستهدف النواة ضمن النهاية الأمينية والنهاية الكربوكسيلية للبروتين، وفي معظم الحالات تبقى ضمن البروتين الناضج.
يمكن معرفة تسلسل الأحماض الأمينية للنهاية الأمينية في الببتيد الإشعاري عبر تحليل إدمان، وهو عملية دورية تخضع فيها الأحماض الأمينية للانشطار واحدًا تلو الآخر.

## الانتقال أثناء الترجمة مقابل الانتقال بعد الترجمة
قد تبدأ التسلسلات الإشعارية عملها أثناء تخليق البروتين (الترجمة) أو بعده في كل من بدائيات وحقيقيات النوى.
يبدأ المسار المزامن للترجمة عندما يخرج الببتيد الإشعاري من الريبوسوم، ويتعرف عليه جسيم التعرف على الإشارة، وحينها يوقف الأخير عملية الترجمة (تتوقف الترجمة في حقيقيات النوى فقط) ويوجه مركب التسلسل الإشعاري- الريبوسوم- الرنا المرسال إلى مستقبل جسيم التعرف على الإشارة، الموجود على سطح الغشاء البلازمي (في بدائيات النوى) أو في الشبكة الإندوبلازمية (في حقيقيات النوى) . بمجرد التفاعل مع مناطق محددة من الغشاء، يدخل التسلسل الإشعاري في الترانسلكون. تلتحم الريبوسومات فيما بعد بالوجه السيتوبلازمي للترانسلكون، ثم تستأنف عملية تخليق البروتين.
يبدأ المسار التالي للترجمة بعد اكتمال تخليق البروتين. في بدائيات النوى، يتعرف على التسلسلات الإشعارية للركائز التالية للترجمة بروتين الشابرون الإفرازي ب الذي ينقل البروتين إلى إنزيم الأدينوسين ثلاثي الفوسفات للبروتين الإفرازي أ، الذي يقوم بدوره بضخ البروتين عبر الترانسلكون. يعتبر حدوث الانتقال التالي للترجمة في حقيقيات النوى أمرًا معروفًا، ولكنه غير مفهوم بشكل جيد. وفي الفطور، يتطلب الانتقال التالي للترجمة وجود الترانسلوكون وبروتينين إضافيين مرتبطين بالغشاء هما: البروتين الإفرازي 62 والبروتين الإفرازي 63.

## تحديد الببتيدات الإشعارية لكفاءة الإفراز
تعتبر الببتيدات الإشعارية مجموعة متنوعة للغاية (غير متجانسة)، وتكون العديد من الببتيدات الإشعارية في بدائيات وحقيقيات النواة قابلة للتبادل وظيفيًا حتى بين الأنواع المختلفة. مع ذلك، تحدد الببتيدات الإشعارية بشدة كفاءة إفراز البروتين.

## الإفراز دون ببتيدات إشعارية
يمكن أيضًا إفراز بروتينات دون ببتيدات إشعارية عبر آليات غير تقليدية، كالإنترلوكينات والجالكتينات مثلًا. تسمى العملية التي تستطيع عبرها هذه البروتينات الإفرازية الوصول إلى السطح الخارجي للخلية بالإفراز غير التقليدي للبروتين. في النباتات، تعتمد نحو 50٪ من البروتينات المفرزة على آليات غير تقليدية.